# 324P/La Sagra
La comète La Sagra, officiellement 324P/La Sagra, est une comète périodique du système solaire, découverte le 13 août 2010 par le programme La Sagra Sky Survey.